# Lefkada
Lefkada (griechisch Λευκάδα [lɛfˈkaða] (f. sg.), älter auch Lefkas Λευκάς, altgriechisch Λευκάς Leukás, deutsch ‚die Weiße‘, italienisch Santa Maura) ist eine griechische Insel im Ionischen Meer, die über eine bewegliche Schwimmbrücke im Kanal von Levkas mit dem Festland verbunden ist. Zusammen mit der Inselgruppe der Tilevoides bildet sie den Regionalbezirk Lefkada. Etwa 10 km südlich liegen die Inseln Kefalonia und Ithaka.
Die Insel hat eine Fläche von 354,121 km² bei einer maximalen Länge von 35 km und einer Breite von bis zu 15 km und etwa 23.000 Einwohner. Höchste Erhebung ist der Berg Elati mit 1182 Metern im zentralen Gebirgsmassiv.

## Geschichte
Lefkada liegt westlich gegenüber der griechischen Festlandsküste und nördlich der Insel Kefalonia im Ionischen Meer. Die Insel war schon in prähistorischer Zeit besiedelt. Die ältesten archäologischen Funde sind rund 110.000 Jahre alte Steinwerkzeuge der Neandertaler.
Im griechischen Altertum trug die Insel Lefkada den Namen Leukas (auch Leukadia). Die gleichnamige Stadt auf der Insel war eine Kolonie von Korinth und nahm an den Perserkriegen mit drei Schiffen und einem eigens gestellten Landheer teil. Im Peloponnesischen Krieg stand sie auf der Seite der Korinther. Als der spartanische Feldherr Gylippos während dieses Krieges 414 v. Chr. dem von den Athenern belagerten Syrakus zu Hilfe zog, unterstützte Leukas ihn mit zwei Schiffen. Im Korinthischen Krieg trat es 394 v. Chr. auf die Seite der gegen Sparta alliierten griechischen Stadtstaaten, ging dann aber wieder zu Sparta über. Angesichts der für Griechenland bedrohlich anwachsenden Macht des makedonischen Königs Philipp II. trat Leukas auf Initiative des Demosthenes 343 v. Chr. dem Zweiten Attischen Seebund bei. Nach dem Tod Alexanders des Großen beteiligte es sich 322 v. Chr. am Lamischen Krieg, in dem sich zahlreiche griechische Stadtstaaten erfolglos gegen die makedonische Hegemonie erhoben. Von 314 bis 312 v. Chr. stand es unter der Herrschaft des Diadochen Kassander, dann nacheinander des Demetrios I. Poliorketes und Pyrrhos I. Nach 280 v. Chr. fiel es an den Akarnanischen Bund und wurde dessen Hauptort. Als Mitglied des Bundes beteiligte es sich mit diesem auf der Seite Makedoniens im 211 v. Chr. beginnenden Kampf gegen das Römische Reich. 197 v. Chr. wurde es von Lucius Quinctius Flamininus erobert und 167 v. Chr. vom Akarnanischen Bund abgetrennt. Im sogenannten Ptolemäischen Krieg zwischen den Triumvirn Marcus Antonius und Octavian wurde es 31 v. Chr. von Octavians Feldherrn Marcus Vipsanius Agrippa erobert. In der frühen Kaiserzeit kam es mit Akarnanien zur römischen Provinz Epirus. In der Antike war die Insel mit dem Festland durch eine Brücke verbunden, die der Geograph Strabon erwähnt und die mit rund 750 Metern die längste Steinbrücke des antiken Griechenland war.
Im Mittelalter war Lefkada zunächst ein Flottenstützpunkt und gehörte zum Byzantinischen Reich. Der italienische Name Santa Maura leitet sich vom mittelalterlichen Kastell desselben Namens der gleichnamigen Inselhauptstadt Lefkada ab, das hier von der italienischen Herrscherfamilie Tocco errichtet wurde. Lefkada gehörte von 1185 bis 1479 zur Pfalzgrafschaft Kefalonia und Zakynthos. Die Türken hielten die Insel, als einzige der Ionischen Inseln, längere Zeit besetzt: von 1479 bis 1502, von 1504 bis 1684 und nochmals kurzzeitig von 1715 bis 1716 während des Venezianisch-Österreichischen Türkenkriegs. Die Insel wurde durch eine Gegenoffensive von Feldmarschall Matthias Johann von der Schulenburg, der kurz zuvor die türkische Belagerung von Korfu aufgehoben hatte, 1716 für die Republik Venedig zurückerobert, die es seit 1684 und endlich bis 1797 in Besitz hatte. Anschließend gehörte die Insel zur Republik der Ionischen Inseln. 1864 wurde Lefkada mit dem Königreich Griechenland vereinigt.
Eine erste moderne Beschreibung der Insel lieferte Erzherzog Ludwig Salvator.

## Tourismus

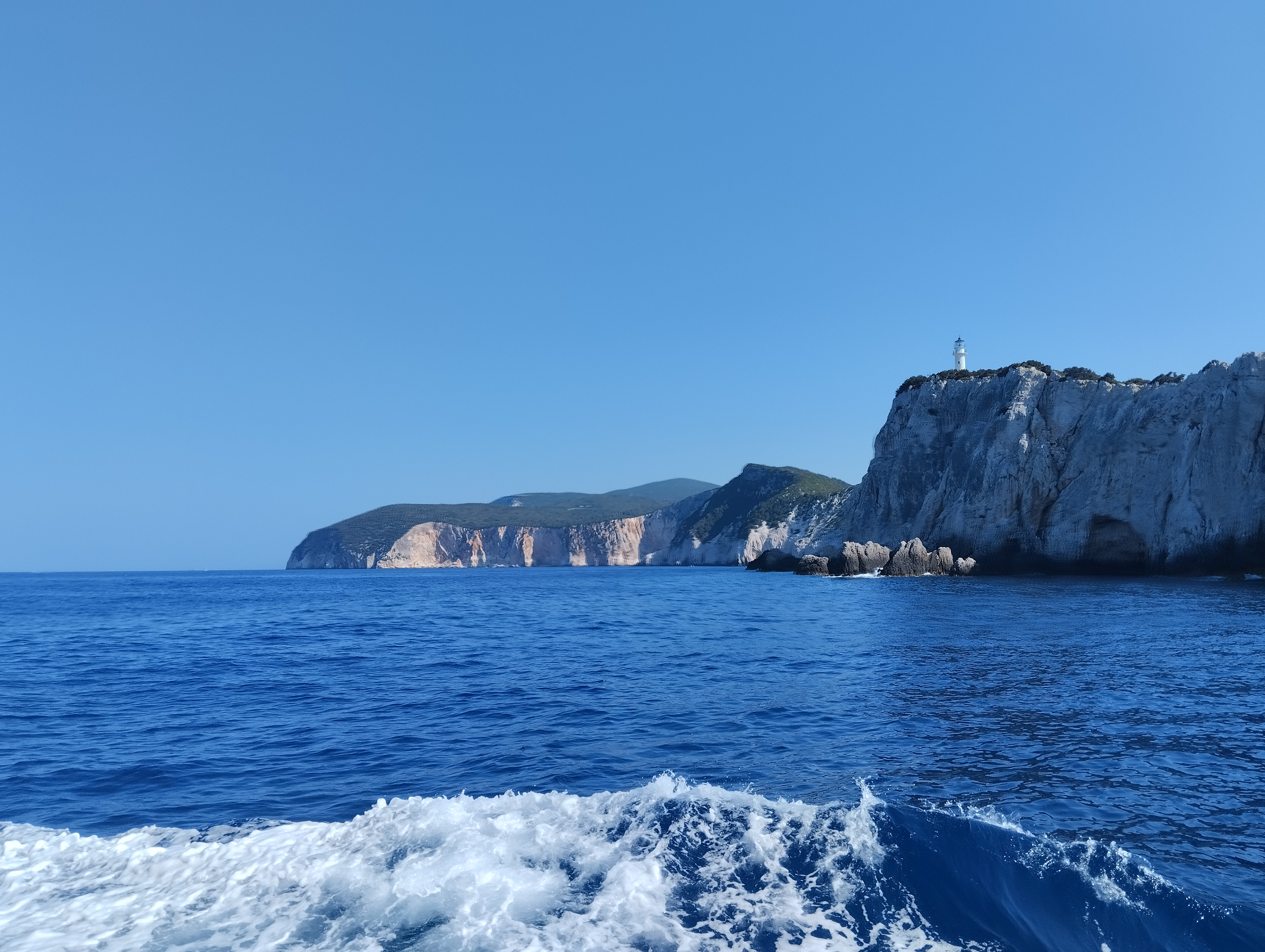
Doukato-Leuchtturm (rechts) an der Südspitze der Insel.

Auf Lefkada gibt es keinen Massentourismus vom Muster Kretas oder der Balearischen Inseln. An der Ostküste sind die Städte Lefkada, direkt an der Brücke zum Festland gelegen, und Nydri (auch Nidri), etwa auf halber Höhe, die aktivsten Touristenzentren. An der Westküste sind die beiden Strände Porto Katsiki und Kathisma ein beliebtes Ausflugsziel, vor allem auch bei der einheimischen Bevölkerung. Trotz des Tourismus haben viele Orte noch ihren ursprünglichen Charakter behalten, vor allem die Dörfer in den Bergen.

## Sport
Bekannt ist die Insel Lefkada vor allem für Windsurfing, da in der Bucht um Vassiliki einer der besten Surfplätze Europas zu finden ist. Lefkada, sowie auch die anderen Ionischen Inseln, sind auch Ziel vieler Yachturlauber und Ausgangspunkt für Segeltörns im südionischen Meer. In der Stadt Lefkada befindet sich eine große ausgebaute Marina.

## Persönlichkeiten
- Die antike griechische Lyrikerin Sappho (um 600 v. Chr.) soll sich einer späten Sage zufolge aus Liebeskummer (vgl. Phaon) von einem der weißen Felsen von Leukas ins Meer gestürzt haben. Dieser Leukadische Felsen spielt auch in anderen Mythen und pseudohistorisch-romanhaften Überlieferungen eine Rolle. In der Frühzeit sollen an diesem Kap Leukatas (mit einem Apollon-Heiligtum) Verbrecher als Sühneopfer zu Tode gestürzt worden sein (Strabon 10,2,9).
- Lelex (König von Leukas)
- Timonides von Leukas
- Frederick Temple (1821–1902), Erzbischof von Canterbury, wurde hier geboren.
- Aristotelis Valaoritis (1824–1879), Schriftsteller und Politiker, wurde hier geboren und starb hier.
- Lafcadio Hearn (1850–1904), Schriftsteller irisch-griechischer Abstammung, der das westliche Japanbild des frühen 20. Jahrhunderts prägte, wurde hier geboren.
- Wilhelm Dörpfeld (1853–1940), Bauforscher, Architekt und Archäologe, starb hier.
- Apostolos Kaklamanis (* 1936), Politiker, wurde hier geboren.
- Agnes Baltsa (* 1944), Mezzosopranistin und Kammersängerin, wurde hier geboren.
- Effy Vayena (* 1972), Bioethikerin und Hochschullehrerin in Zürich, wurde hier geboren.
- Korina Politi (* 1995), Leichtathletin

## Galerie

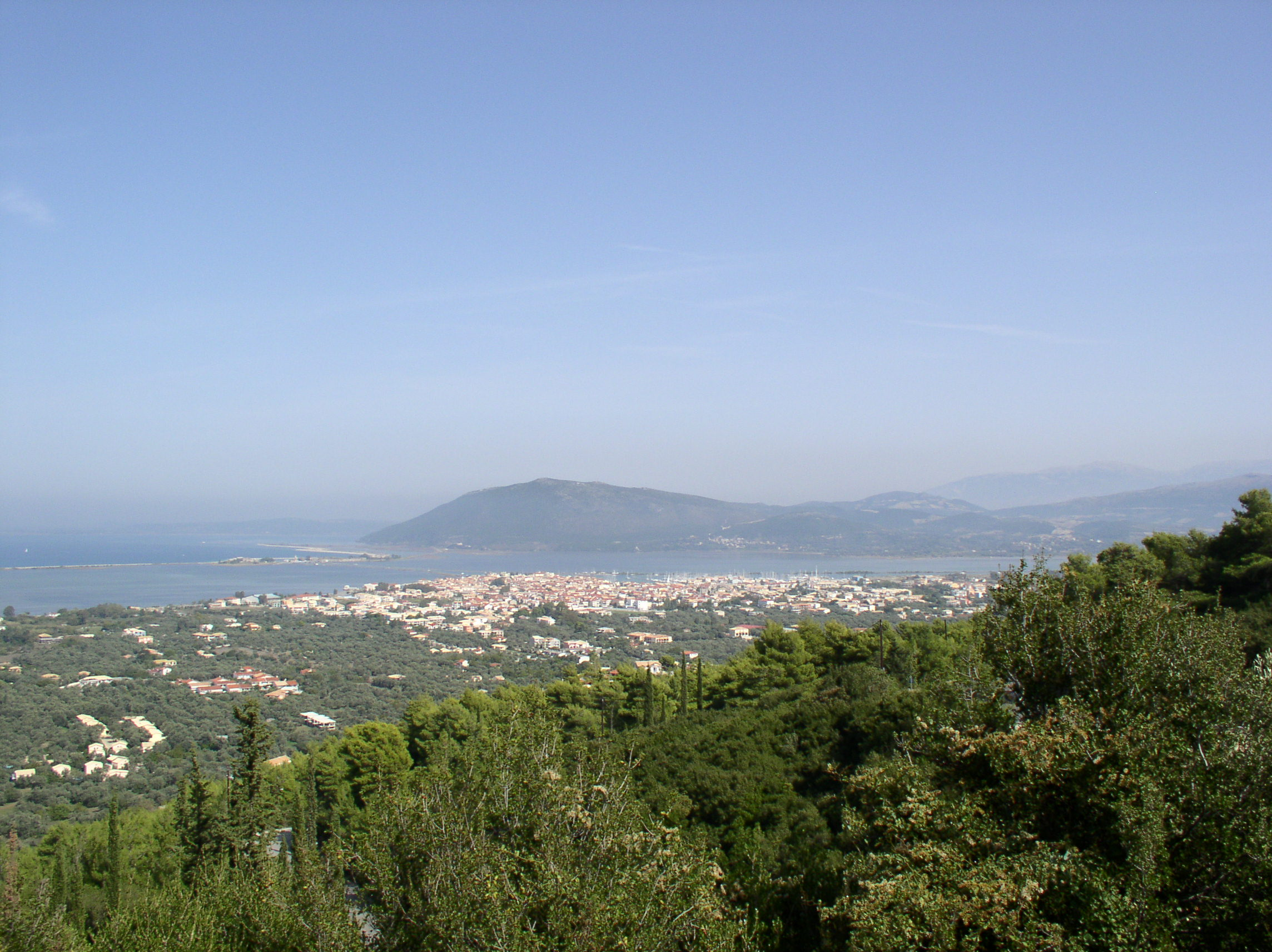
Ansicht der Stadt Lefkada
Die Schwimmende Brücke – Die Verbindung zum Festland
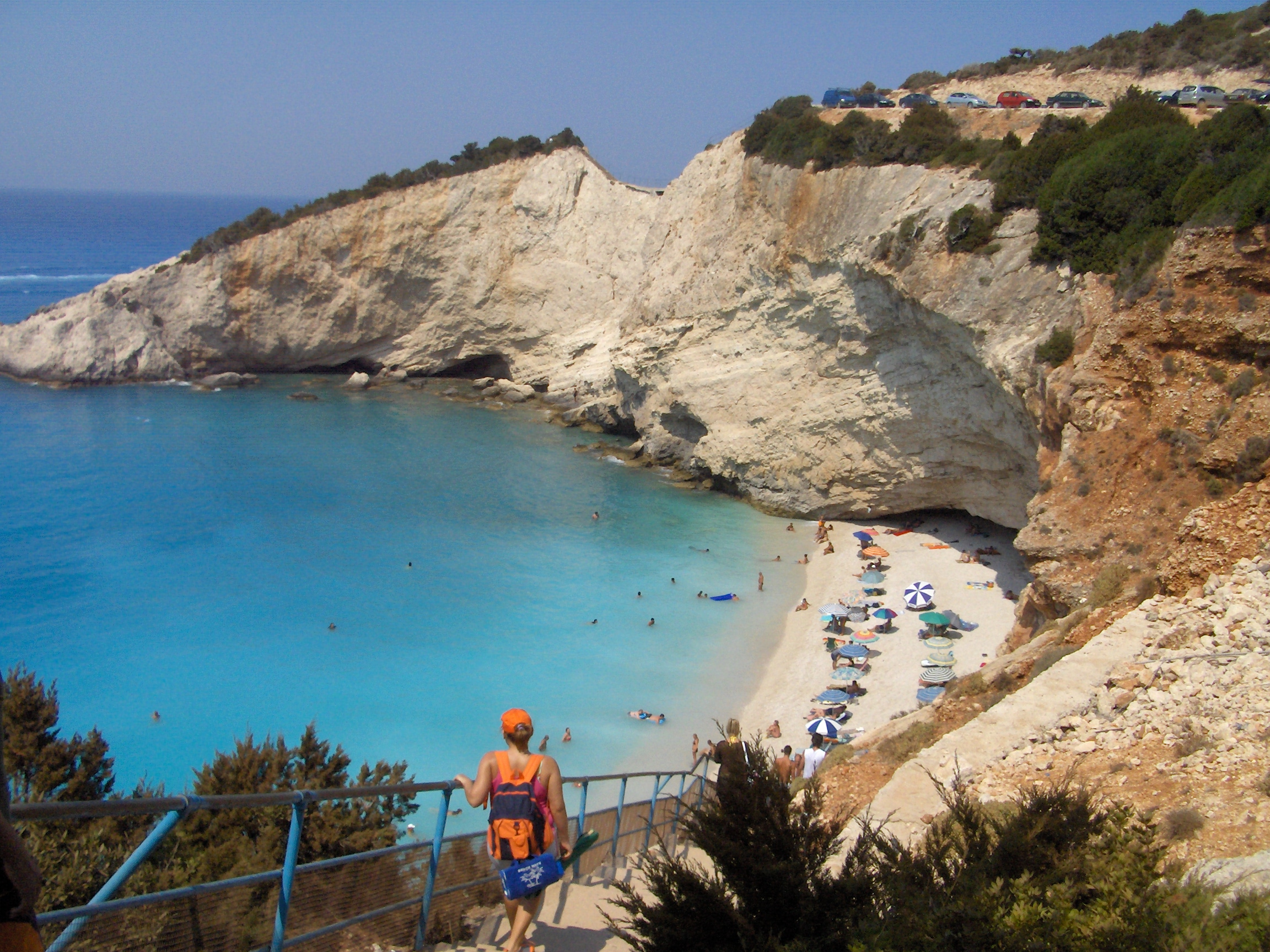
Porto Katsiki
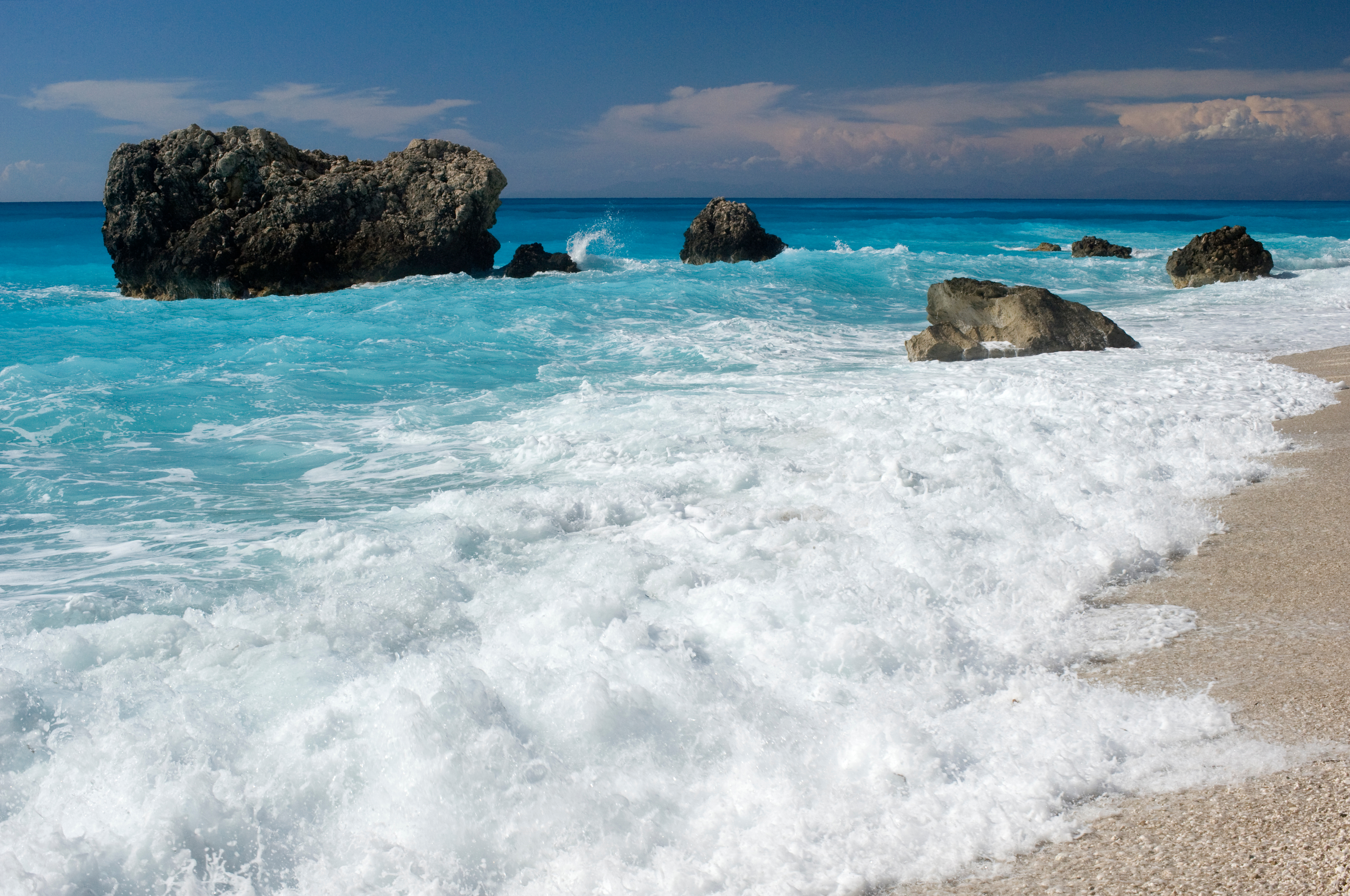
Strand von Kalamitsi
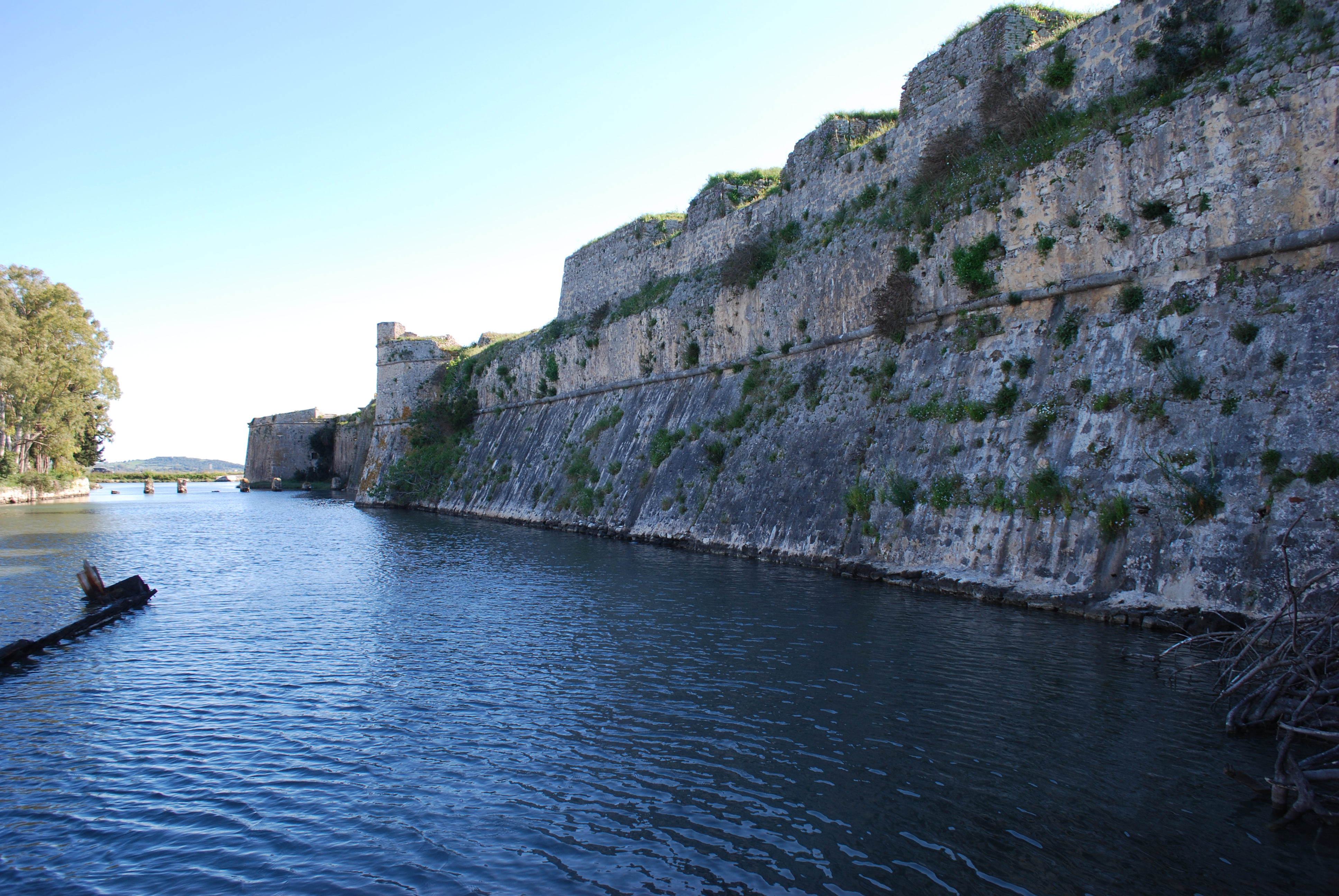
Festung Santa Maura
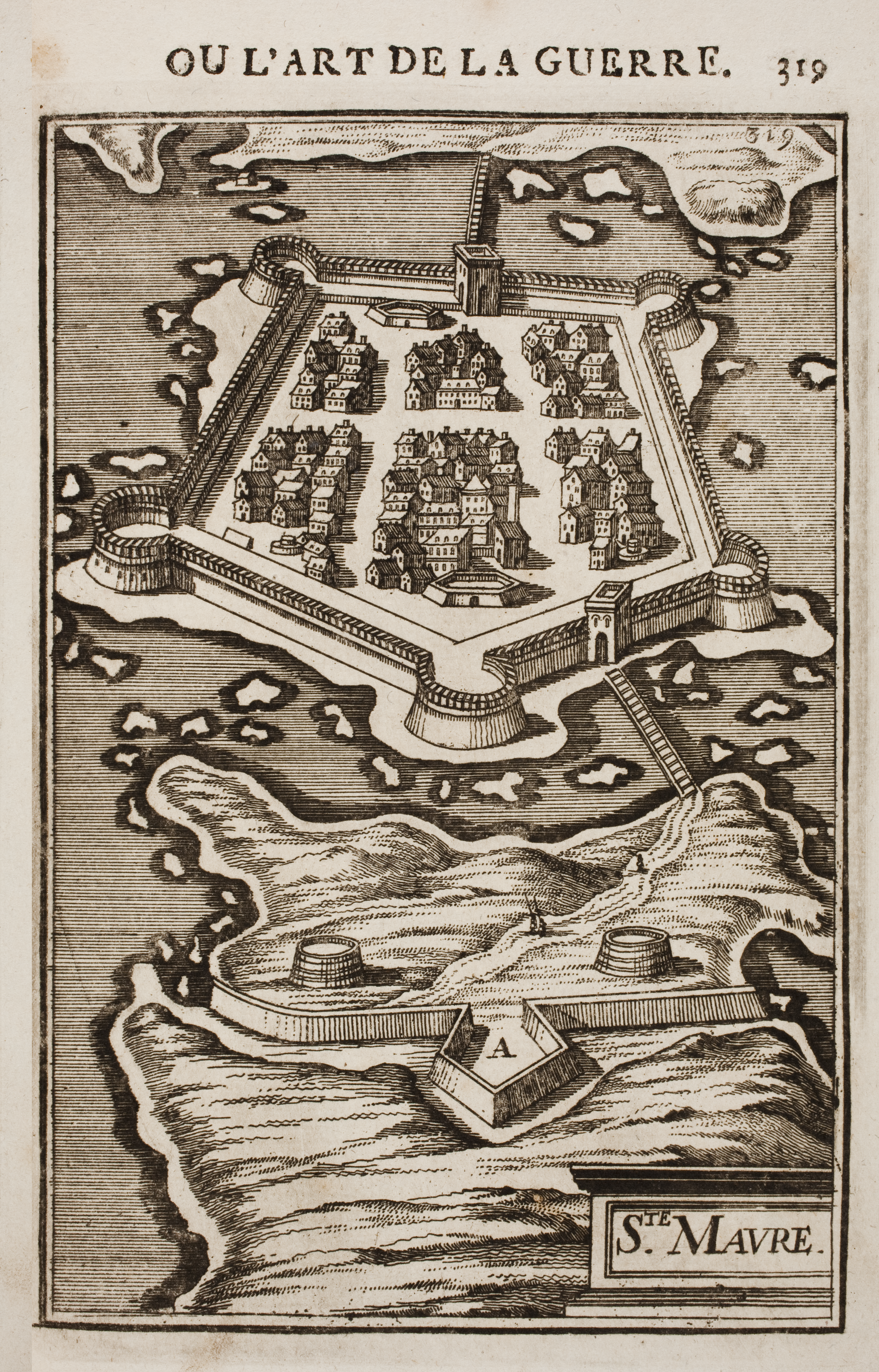
St. Maura Manesson Mallet
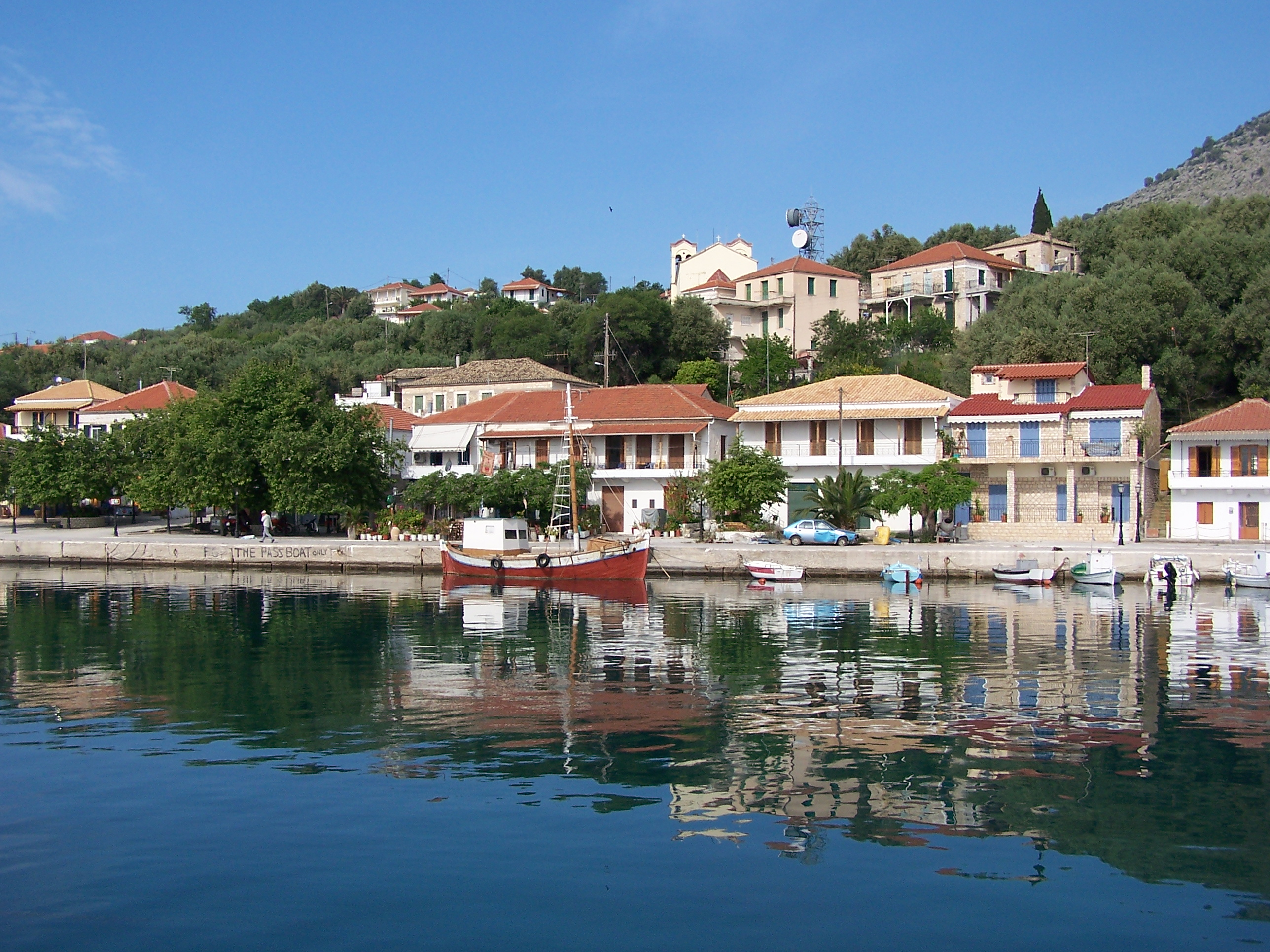
Dorf Kalamos
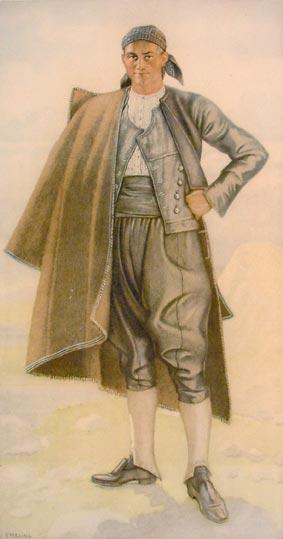
Traditionelle Männertracht Lefkada

## Partnerstadt
- Leucate, Frankreich